# Moncho Gil
Ramón Gil Sequeiros (*Vigo, Pontevedra, España,  16 de agosto de 1897 - y fallecido en la misma ciudad el 18 de enero de 1965) fue un futbolista internacional español. Jugaba como delantero y militó en el Sporting de Vigo. Fue integrante de la primera Selección Española de fútbol que obtuvo la medalla de plata en los Juegos Olímpicos de Amberes 1920.

## Selección nacional
Fue internacional con la Selección de fútbol de España en dos ocasiones.
Fue uno de los componentes de la plantilla de la selección española que obtuvo la medalla de plata en Amberes 1920.
Gil disputó dos partidos durante aquellos Juegos Olímpicos.

### Participaciones en Juegos Olímpicos
| Torneo                   | Sede    | Resultado        |
| ------------------------ | ------- | ---------------- |
| Juegos Olímpicos de 1920 | Amberes | Medalla de plata |

## Clubes
| Club                    | País   | Año       |
| ----------------------- | ------ | --------- |
| Real Club Celta de Vigo | España | 1923-1927 |